# Purpurin
Purpurin ist eine natürlich vorkommende chemische Verbindung und gehört wie Flavopurpurin und Anthrapurpurin zu den Alizarinfarbstoffen. Purpurin tritt neben Alizarin in der Krappwurzel auf, woraus es 1826 erstmals durch die französischen Chemiker Pierre-Jean Robiquet und Jean-Jacques Colin isoliert wurde.  Es wird künstlich aus Alizarin durch Oxidation mit Braunstein und Schwefelsäure dargestellt, spielt aber als Farbstoff eine geringe Rolle (Verwendung im Kattundruck, Chromlack rotviolett).

## Eigenschaften
Die Verbindung tritt in zwei polymorphen Formen auf. Das Polymorph I bildet ein orthorhombisches Kristallsystem mit der Raumgruppe Pca21 und zeigt einen Schmelzpunkt bei 257 °C. Das Polymorph II kristallisiert in einem monoklinen Kristallsystem mit der Raumgruppe P21/c. Beim Erhitzen wandelt sich das Polymorph um 150 °C monotrop in das Polymorph I um. Es handelt sich so um eine metastabile Kristallform.